# 熱海市立泉小中学校
熱海市立泉小中学校（あたみしりつ いずみしょうちゅうがっこう）は、静岡県熱海市泉にある公立の小学校・中学校併設学校。現在生徒数は50数人と減少傾向にある

## 沿革
- 1879年（明治12年）10月 - 「熱海尋常小学校」の泉分教場が置かれる[1]。
- 1889年（明治22年）4月 - 「熱海尋常小学校」から独立[1]。
- 1894年（明治27年） - 校舎建築[1]。
- 1909年（明治42年）4月 - 神奈川県足柄下郡土肥村小学校[2]に教育が委託される[1]。

- 1961年（昭和36年）9月 - 湯河原町への教育委託から復帰。小学生は公民館、中学生は熱海中学校を借用して授業開始[3]。
- 1962年（昭和37年）5月 - 現在地に新校舎完成、入居[3]。
- 2001年（平成13年） - 新校舎完成[4]。